# Forollhogna-Nationalpark
Der Forollhogna-Nationalpark (norwegisch Forollhogna nasjonalpark oder Forålhogna nasjonalpark) ist ein 1.062 km² großer Nationalpark, der sich in den Provinzen Innlandet und Trøndelag zwischen der Orkla, der E6, dem Gauldal und der Glomma befindet.
Der Park wurde 2001 als 19. Nationalpark Norwegens gegründet, um die dortigen großen, zusammenhängenden und nahezu unberührten Gebirgszüge, die Landschaft, die biologische Vielfalt, mit teils seltenen und schützenswerten Lebewesen, die Bergrentiere sowie das kulturelle Erbe des Gebietes zu schützen.
Der Nationalpark gehört zu den Gemeinden Tynset, Tolga und Os in der Provinz Innlandet und zu Holtålen, Midtre Gauldal und Rennebu in Trøndelag. Zudem grenzt er an die Naturschutzgebiete Budalen, Vangrøftdalen-Kjurrudalen, Londalen-Ørvilldalen, Ledalen, Øyungen, Magnilldalen-Busjødalen, Endalen und Forddalen, innerhalb des Parks liegt zudem das Naturreservat Grønntjønnan. Die acht Naturschutzgebiete stellen nur eine Zwischenlösung dar, die auf dem Konflikt beruht, die Natur zu erhalten und zu schützen und andererseits die Flächen landwirtschaftlich zu nutzen.

## Geografie, Landschaft und Geologie
Die Landschaft ist geprägt von kleinen bis mittleren Bergen, Seen und kleineren Flüssen. Aufgrund der fruchtbaren Böden gibt es eine relativ große Pflanzenwelt.
Der höchste Punkt im Park ist der Forollhogna mit 1.332 m.

## Flora und Fauna
Die verbreitetsten Landschaftsformen im Park sind Berg-Birken-Wälder, Weide- und Buschland.
Neben der Bergente nisten auch Steinadler, Gerfalken und Kornweihen im Nationalpark.
Unter den größeren Säugetieren sind im Park Rentiere, Elche, Rothirsche, Vielfraße und Polarfüchse vertreten. Neben zahlreichen kleinen Nagetieren, ist auch das Schneehuhn im Forollhogna heimisch.

## Kulturerbe
Im Park fand man Spuren samischer Besiedlung, die bereits ein paar Jahrtausende zurückliegen, dazu gehören unter anderem Siedlungsreste, Opferstätten und Fallgruben.
Der Pilgrimsleden führt bis Nidaros (Østerdalsleden) durch den Forollhogna. Anhand archäologischer Funde entlang des Weges konnte man nachweisen, dass diese Route bereits zur Zeit, als das Gebiet um den Nationalpark besiedelt wurde, eine wichtige Verkehrs- und Handelsstraße war.
Als jedoch das Røros Kupferbergwerk den Betrieb aufnahm, begann man das Kupfererz über die Berge von Dalsbygda nach Støren zu transportieren, dies machte den Transport schneller und leichter.

## Tourismus und Verwaltung
Für den Park gibt es Informationszentren in Kvikne, Dombås, Oppdal, Folldal, Otta und Sunndalsøra. Teilweise bekommt man dort auch Informationen über die Nationalparks Dovrefjell-Sunndalsfjella, Rondane und Dovre.
Im Forollhogna-Nationalpark gibt es zahlreiche Wanderwege und auch einige Berghütten. Die Rentierjagd ist rund um den Nationalpark sehr beliebt und es gibt auch zahlreiche Angel-Möglichkeiten, vor allem für Forelle. Des Weiteren stößt man im Sommer immer wieder auf Weiden mit Schafen und Rindern. In mehreren Orten rund um den Nationalpark wird Abenteuer-Tourismus mit Rentier-Safaris, Angeln, Bergtouren, Reiten und Schlittenhundtouren angeboten.